# Ilyomyces mairei
Ilyomyces mairei är en svampart som beskrevs av F. Picard 1917. Ilyomyces mairei ingår i släktet Ilyomyces och familjen Laboulbeniaceae.   Inga underarter finns listade i Catalogue of Life.